# Памятник Александру II (Минск)
Па́мятник Алекса́ндру II — памятник российскому императору Александру II. Первый скульптурный памятник, установленный в Минске в январе 1901 г. Находился на Соборной площади (ныне площадь Свободы), возле минской ратуши. Демонтирован в сентябре 1915 года, при приближении к городу немецких войск. Дальнейшая его судьба неизвестна.

## Описание
Постамент представлял собой четырёхгранную призму из чёрного гранита. Бюст императора в гусарской форме был выполнен из бронзы. Надпись на памятнике: «Императору Александру II. Благодарные граждане города Минска. 1900 год». У основания памятника стояли мраморные столбики, соединенные цепью. В тёмное время суток он освещался двумя электрическими фонарями, стоящими по бокам. В соответствии с предписанием городского совета в парк было запрещено впускать лиц «непристойно и грязно одетых: торговцев, чернорабочих и мастеровых».

## История
Памятник Александру II был первым именно скульптурным памятником, установленным в Минске. Создание памятника велось на добровольные пожертвования горожан. Торжественное открытие памятника состоялось 7 января 1901 года. 
В сентябре 1915 года, при приближении к городу немецких войск, бюст был с постамента и эвакуирован. Дальнейшая его судьба неизвестна.
После революции 1917 года на его месте по проекту минского архитектора и скульптора О. Краснопольского установлен памятник «Солдат-революционер». Он представлял собой фигура бойца (вероятнее всего из гипса) в солдатской шинели с винтовкой в руках. В феврале 1918 года во время немецкой оккупации скульптура была разрушена. 1 мая 1921 года на месте памятника появляется обелиск имени Минского Совета. Сооружение, вероятно, было построено из недолговечных материалов и затем разобрано. В 1927 году на этом месте был установлен памятник Гиршу Леккерту работы скульптора Абрама Бразера, однако позднее, в 1937 году, на волне чисток «большого террора», был снесён. В 1939 году здесь был построен фонтан, фрагменты которого сохранились и по сей день.